# Daniel Hagmann
Daniel Hagmann (* 1966 in Hilden) ist ein Schweizer Historiker.

## Leben
Nach der Maturität an der Kantonsschule Solothurn studierte Daniel Hagmann Geschichte und Germanistik an der Universität Basel, wo er 1993 das Lizentiat erlangte. 1998 wurde er dort mit einer Dissertation über „Grenzen der Heimat. Territoriale Identitäten im Laufental“ promoviert.
Von 1995 bis 2001 war er Mitarbeiter der Forschungsstelle Baselbieter Geschichte. Danach war er als freischaffender Historiker tätig. Seit 2010 wirkt er als Informationsbeauftragter am Staatsarchiv Basel-Stadt.
Seit 2002 ist er Mitglied der Arbeitsgemeinschaft zur Herausgabe der Baselbieter Heimatkunden (Präsident 2009–2012).
Seine Forschungen beschäftigten sich mit Regionalgeschichte mit den Schwerpunkten Heimat, Alltagsreligiosität und Biografie.

## Schriften (Auswahl)
- mit Peter Hellinger (Hrsg.): 700 Jahre Stadt Laufen, Basel 1995.
- Grenzen der Heimat. Territoriale Identitäten im Laufental, Liestal 1998 (Dissertation).
- mit Ruedi Epple, Fridolin Kurmann, Martin Leuenberger und Albert Schnyder: Nah dran, weit weg. Geschichte des Kantons Basel-Landschaft, Bd. 5: Armut und Reichtum. 19. und 20. Jahrhundert, Liestal 2001.
- mit Ruedi Epple und Anna C. Fridrich: Nah dran, weit weg. Geschichte des Kantons Basel-Landschaft, Bd. 6: Wohlstand und Krise: 19. und 20. Jahrhundert, Liestal 2001.
- Das Museum der Zukunft. Ein Experiment zum Basler Jubiläumsjahr 2001. Verlag Basler Zeitung, 2001.

- Zwischenzeit. Die Reformierte Kirche Baselland 1950 bis 2000, Liestal 2004.
- Reinach. Heimatkunde, 2 Bände, Liestal 2006.
- Ach Maria. Zweihundertzweiundfünfzig Begegnungen, Basel 2006.
- Die angesägte Antilope. Entstaubte Museumsgeschichten, Basel 2008.
- mit Matthias Buschle: Gräber und Geschichten. Basel und seine Toten, Basel 2008. ISBN 978-3-85616-378-5
- mit Arlette Schnyder, Sibylle Meyrat, Isabel Koellreuter, Stefan Hess: Riehen – ein Portrait, Basel 2010. ISBN 978-3-7965-2672-5
- mit Matthias Buschle: Kleine Basler Weltgeschichte, Basel 2011. ISBN 978-3-85616-536-9
- Saubermachen in Baselland, Liestal 2013.
- Das Staatsarchiv Basel-Stadt macht Geschichte möglich – ein Porträt, Basel 2013.
- mit Matthias Buschle: Kleine Basler Weltgeschichte, Christoph Merian Verlag, Basel 2017[2]. ISBN 978-3-85616-835-3 (englische Übersetzung, 2018: ISBN 978-3-85616-872-8)
- Verdachtsmomente. Fichen und Dossiers aus dem Archiv des Staatsschutzes. Christoph Merian Verlag, Basel 2022. ISBN 978-3-85616-971-8